# Polyphonie

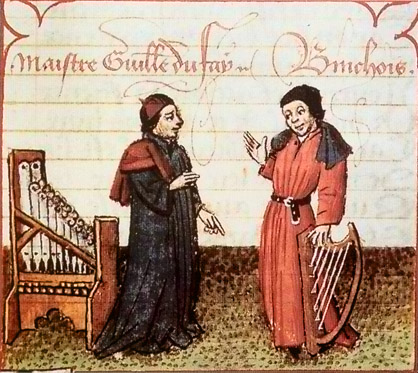
Guillaume Dufay et Gilles Binchois.

En musique, la polyphonie est la combinaison de plusieurs mélodies, ou de parties musicales, chantées ou jouées en même temps.
Dans la musique occidentale, la polyphonie désigne le système de composition musicale, créé à l'église à partir du IXe siècle environ et qui connut un brillant développement, depuis un premier apogée aux XIIe et XIIIe siècles, jusqu'à la fin de la Renaissance (fin du XVIe siècle) et au-delà. À partir de la deuxième moitié du XVIe siècle, la pensée et le sentiment harmonique naissants prirent une place de plus en plus importante. Un désir de simplification joint au développement de l'individualité et du chant soliste feront qu'on passera progressivement du contrepoint linéaire à l'enchaînement vertical des accords (un texte musical contrapuntique se déroule horizontalement, chaque voix ayant sa propre vie à l'intérieur de l'ensemble, alors qu'un texte harmonique enchaîne des accords). Le nouveau système, toutefois, n'a pas remplacé le précédent : ces deux types d'écriture ont pu subsister parallèlement et aussi se mêler, pendant les siècles qui suivirent jusqu'à aujourd'hui.
Par extension, c'est la simple capacité de jouer plusieurs notes à la fois ; on parle alors d'instruments polyphoniques.
En Occident, la monodie, en usage au Moyen Âge et au-delà, recouvre des genres très différents comme le chant grégorien, la poésie aristocratique chantée des troubadours et des trouvères et la chanson traditionnelle, de tradition orale, appelée aussi chanson folklorique. L'accompagnement (s'il en existe un) n'est pas donné et n'est pas de nature mélodique. Dans l'opéra, l'expression un peu paradoxale de « monodie accompagnée » a une signification bien différente. Dans ce style vocal né avec l'opéra baroque au début du XVIIe siècle, le chant soliste est accompagné par une basse continue, aussi bien que par un orchestre. Ce type de monodie relève donc d'une écriture harmonique.
Pour la notion de polyphonie en théorie de la littérature ou en linguistique voir les travaux de Mikhaïl Bakhtine et Oswald Ducrot. Dans ce cas, le sens du mot « polyphonie » n'a pas de lien avec celui qui a été développé plus haut.

## Histoire de la polyphonie occidentale
Durant l'Antiquité, l'art musical (et donc celui de l'Église primitive) n'avait apparemment connu que la monodie. La grande invention du Moyen Âge fut celle de la polyphonie. C'est au IXe siècle que cet art commence à apparaître et à se développer, de manière encore discrète mais manifeste, à l'église tout d'abord. Le philosophe Scot Érigène fait déjà allusion, dans son ouvrage De Divisione Naturæ, à la pratique d'une musique à plusieurs parties.
L'avènement de la polyphonie occidentale constitue un des plus grands bouleversements de l'histoire de la musique. Voici ce qui paraît se dégager de plus net, sur ses débuts, tout d'abord (et tout naturellement) assez obscurs. À l'origine, à l'époque de l'Empire carolingien ou de son partage, elle était improvisée au lutrin, au cours d'offices religieux importants, à partir du chant grégorien, selon la technique du « chant sur le livre » (cantus super librum, technique qui se perpétua jusqu'à la fin du XVIIIe siècle, en France). Ce qu'on avait à chanter était en grande partie à la charge des chantres professionnels qui travaillaient quotidiennement dans les nombreuses églises cathédrales et collégiales. Nous verrons que le chant polyphonique s'était primitivement répandu dans les abbayes, spécialement bénédictines, dont la vocation était de chanter la gloire de Dieu. Mais pendant quelques siècles, cette pratique cultuelle et culturelle est restée non-écrite, et donc invisible à nos yeux.
Il s'agissait initialement d'amplifier la monodie grégorienne, en lui adjoignant une seconde voix, entendue en même temps qu'elle (c'est ce que Hucbald appelle, en 895, la « diaphonie », au départ en mouvements parallèles). Cela donna naissance à différents procédés polyphoniques, dont le déchant (discantus), et, rapidement, à des formes musicales élaborées dont la plus connue est appelée organum. Les œuvres entrant dans ce cadre formel font intervenir de 2  à   4 voix, entendues ensemble.
La voix de déchant se définit par le mouvement contraire qu'elle adopte par rapport à la voix principale (appelée teneur). Quand la teneur monte, le discantus descend, et inversement. Ce principe remplaça rapidement le développement par mouvements parallèles, aux possibilités bien plus réduites. Le mouvement contraire reste aujourd'hui à la base de toute progression harmonique (certains parallélismes, comme les quintes ou quartes parallèles sont toujours considérés comme strictement interdits par les traités d'harmonie).
La notion de déchant prit un sens plus large par la suite. C'est ainsi qu'elle désigna plus généralement l'écriture polyphonique. Un exemple de l'utilisation de ce mot apparaît dans le titre complet des Vêpres de 1610, de Claudio Monteverdi (Vespro della Beata Vergine). On trouve en effet le verbe decantare, dans le sous-titre latin de l'œuvre : Vesperæ pluribus [vocibus] decantandæ (« Vêpres chantées à plusieurs voix », c'est-à-dire jusqu'à dix voix, traitées en polyphonie).
Il avait tout d'abord semblé indispensable, à l'oreille des premiers polyphonistes, d'éviter les superpositions de tierces et de sixtes, perçues comme dissonances, et de n'admettre comme consonances que les octaves, quartes et quintes (qui sont du reste les premières harmoniques nées de la vibration d'un son fondamental). Depuis la fin du XIe siècle environ, ce qui était considéré comme dissonances était néanmoins présent, mais, devant aboutir à une résolution, menait à une consonance de quarte ou de quinte (de même, dans le système tonal actuel, la note perçue par l'oreille comme « note sensible » doit son nom au fait qu'elle tend vers la note tonique, cf. par ex. le mouvement si → do lorsqu'on est dans le ton de do majeur).
Cette notion de consonance imparfaite est présente dans une formule cadentielle (formule de fin de phrase) typique du XIVe siècle : la cadence à double sensible (appelée également cadence de Machaut). Celle-ci apparaît couramment dans les polyphonies à 3 voix. À la fin d'une phrase musicale, si la pièce contient, par ex., les trois notes superposées sol-si-mi, le mouvement de cadence qui peut leur succéder mène alors à la résolution fa-do-fa : l'intervalle de tierce sol-si aboutit à la quinte fa-do, amenant ainsi un sentiment auditif de stabilité.
Une forme assez différente de polyphonie s'est développée dans un pays qui, par son isolement insulaire et par son éloignement des régions méditerranéennes, échappait plus que d'autres à l'influence des traditions gréco-latines : l'Angleterre. Ce nouveau procédé se répandit ensuite sur le continent. Ainsi, l'Angleterre a évolué différemment du monde latin, si bien que la polyphonie savante des Anglais se distingua, un temps, de celle des autres peuples par l'emploi de deux procédés qui lui sont particuliers : le gymel (du latin cantus gemellus : « chant jumeau ») et le faux-bourdon, qui se caractérisent essentiellement par l'usage de successions de tierces et de sixtes, considérées, à partir du XIIe siècle environ, comme consonances imparfaites, et non plus comme dissonances.
Le gymel, comme son nom l'indique, est un chant à deux voix dont la seconde accompagne à la tierce inférieure ou supérieure le thème donné par la première (appelée « teneur », car c'est elle qui « tient » le chant). Les deux voix doivent conclure en se rejoignant à l'unisson par mouvement contraire.
Le faux-bourdon est un chant à trois voix qui consiste à faire entendre en même temps que la mélodie principale deux autres mélodies parallèles, à la tierce et à la quinte inférieure, - à la quinte inférieure en apparence, en écriture, pour les yeux seulement, car cette troisième partie, qui a l'air d'une basse, ou, comme on disait autrefois, d'un « bourdon », n'est en réalité qu'une fausse basse, qu'un faux-bourdon (mot employé par analogie avec des instruments comme la vielle à roue ou les différentes sortes de cornemuses). En effet, cette troisième voix doit se chanter une octave plus haut qu'elle n'est écrite, c'est-à-dire qu'elle sonne à la quarte supérieure et non à la quinte inférieure du thème donné. La polyphonie d'un faux-bourdon est donc théoriquement constituée d'un enchaînement de quartes, de sixtes et de tierces parallèles superposées. L'évolution de cette forme musicale, au cours du temps, l'a amené à s'écarter de ce schéma de base. Vers 1771-1772, le bénédictin de Saint-Maur Dom Robert-Florimond Racine évoquera avec plaisir « cette forme ravissante que l'on n’entend qu’avec étonnement ». Le XIXe siècle continuera à en faire usage.
Une polyphonie populaire naquit de la polyphonie savante. Elle est donc née à l'église. Actuellement, la polyphonie populaire subsiste dans les polyphonies corses, par exemple.

## Polyphonies médiévales

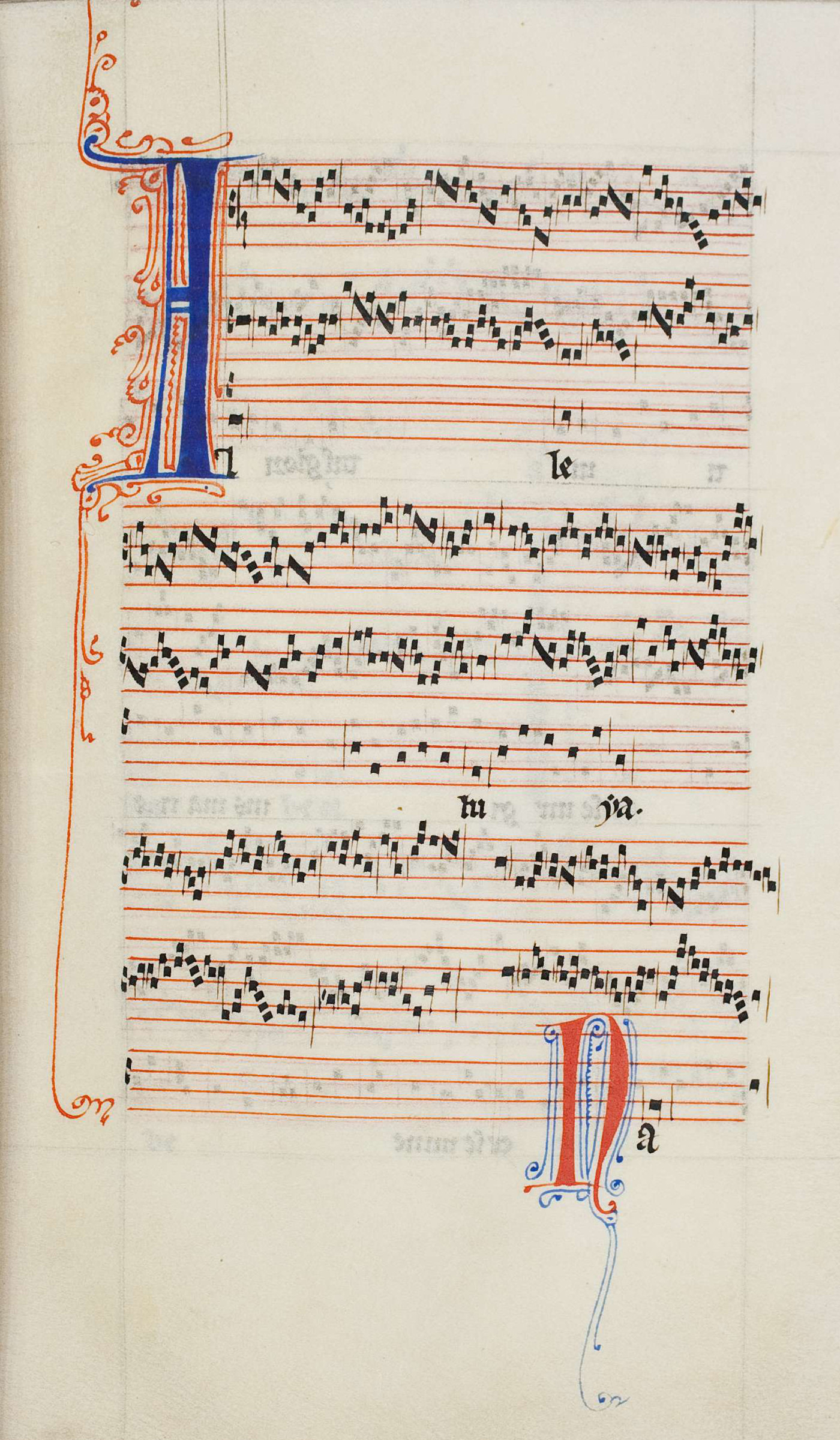
Alleluia nativitas, de Pérotin, à 3 voix (Alleluia « tropé », pour l'office de la Nativité du Christ, XIIIe siècle). La teneur liturgique est chantée en valeurs longues par la basse

Aux XIe et XIIe siècles, l'abbaye bénédictine Saint-Martial de Limoges et d'autres lieux (abbayes et églises) jouent un rôle important dans le développement de la polyphonie, en l'absence de ville-phare.
Mais précisément, la polyphonie connaîtra un premier rayonnement national et international à Paris (alors qualifiée de « nouvelle Athènes »), aux XIIe et XIIIe siècles, grâce aux chantres-compositeurs de l'École de Notre-Dame de Paris, cathédrale nouvellement construite et centre culturel de premier plan (tout comme le sera l'université, créée à Paris au milieu du XIIIe siècle, par le théologien Robert de Sorbon). À Notre-Dame, les chantres les plus connus ont été Léonin et Pérotin. Ils représentent les premiers grands créateurs de ce que les musiciens du siècle suivant appelleront l’Ars antiqua, par opposition à l’Ars nova. Ce dernier, né peu avant 1300, se voudra résolument nouveau (Jacques Chailley le qualifie d’avant-gardiste). L'art musical du XIVe siècle s'éloignera donc très clairement de ce que nous appelons le classicisme du grand siècle médiéval, le XIIIe siècle.
Dès cette époque apparaît la technique du hoquet, qui sera plus particulièrement développée au XIVe siècle, pendant la période de l’Ars nova. Cette technique consiste en une alternance entre les voix, qui se succèdent et se répondent rapidement, chacune d'elles pouvant ne faire entendre qu'une seule syllabe à la fois, la ligne mélodique se déroulant ainsi en alternance très rapprochée. Cette manière de faire sera reprise dans la deuxième moitié du XXe siècle. Ce mode de déroulement spécifique, à l'origine proche du tuilage primitif, n'est pas exclusivement pratiqué en Europe.
Les créateurs de l’Ars nova se lancèrent ainsi dans de nouvelles recherches, parfois très abstraites (comme chez Philippe de Vitry), pour aboutir à l’Ars subtilior, à la fin du XIVe siècle. L'amiénois Pierre de la Croix fut le réformateur de la notation franconienne, la notation mesurée, née au XIIIe siècle. Le grand musicien né avec le XIVe siècle est le Rémois Guillaume de Machaut (v. 1300-1377), auteur, en particulier, de la première messe polyphonique entière (la Messe Nostre Dame). Comme les autres musiciens, il écrivit aussi nombre de pièces profanes, tant l'art de la polyphonie s'était répandu dans bien des domaines musicaux.
L'art profane d'Adam de la Halle, à la fin du XIIIe siècle, était à la charnière de la monodie et de la polyphonie, si bien qu'on le considère souvent comme le dernier trouvère, à la fois poète et musicien. Machaut, purement polyphoniste, a eu lui aussi une activité aussi bien musicale que poétique, suivant une très longue tradition remontant à l'Antiquité. Jusqu'à la fin du XVe siècle, avec Eloy d'Amerval par exemple, elle continuera à se perpétuer.

## Polyphonies de la Renaissance
À partir des années 1420 se développe entre le Nord de la France et les Flandres une nouvelle école musicale, grâce à plusieurs générations de musiciens et de compositeurs formés dans les maîtrises du nord. Ils seront désignés sous le nom d’École franco-flamande. Ils répandront par la suite leur art dans les grands centres européens, surtout en Italie, alors en pleine Renaissance (le Quattrocento).
En raison des troubles qui règnent en France pendant la guerre de Cent Ans, la culture musicale se déplace dans les régions du nord de la France, en Flandre, et en territoire bourguignon. La cour de Bourgogne est le centre de ce renouveau artistique, qui rassemble musiciens français, flamands, bourguignons et anglais, contribuant aux échanges et à la diffusion de musiques nouvelles. Rome (ville où la papauté s'est réinstallée, après l'épisode avignonnais du XIVe siècle) le devient également.
Au début de cette période (vers la fin du XIVe siècle et au début du suivant), « la fameuse contenance angloise [...] déferle sur le continent ». Cette expression désignait alors le « style musical anglais, à la fois brillant et simple, qui influence tous les compositeurs du continent au début du XVe siècle, lesquels rompent ainsi avec le style complexe et cérébral de l’Ars Subtilior de la fin du XIVe siècle ». Le principal auteur anglais représentant ce style est John Dunstable.
La polyphonie se développe de deux façons :
- dans la musique religieuse enseignée et pratiquée dans les maîtrises et les chœurs (les « psallettes ») des cathédrales (et des collégiales) du nord. Par exemple : Cambrai, Tournai, Bruges, Anvers, etc. Leurs usages sont imités dans les psallettes des autres régions de France et d'Europe ;
- dans les chansons polyphoniques de divertissement, essentiellement à la cour du duc de Bourgogne à Dijon.

Les principaux représentants de ce mouvement sont les grands compositeurs de l'époque :
- Guillaume Dufaÿ (1397-1474), Gilles Binchois (v. 1400-1460) - qui furent influencés par l'anglais John Dunstable (1390-1453) -, Johannes Ockeghem (v. 1420-1497), qui exerça à Paris et à Tours, Antoine Busnois (1433-1492), bourguignon, Josquin des Prés (v. 1440-1521), Alexandre Agricola (1446-1506), Jean Mouton (1459-1522), Jacob Obrecht, (1457-1505), Pierre de La Rue (1460-1518), Antoine Brumel (1460-1520), Clément Janequin (v. 1485-1558), connu pour ses chansons polyphoniques, Clemens non Papa (v. 1510-1555), Jacobus de Kerle (1531-1591), Roland de Lassus (1532-1594), musicien européen, Claude Le Jeune (v. 1530-1600), partisan de la Réforme calviniste, Eustache Du Caurroy (1559-1609), etc.
- En Italie : Adrien Willaert (1490-1562), Cyprien de Rore (1515/16-1565), l'un et l'autre d'origine franco-flamande mais installés en Italie, Giovanni Pierluigi da Palestrina (v. 1525-1594) musicien de la Contre-Réforme, Costanzo Porta (1528/29-1601) maître « virtuose » de la polyphonie, longtemps apprécié de son vivant, Marc'Antonio Ingegneri (1535-1592) qui forma Claudio Monteverdi, Carlo Gesualdo (1566-1613) musicien d'une grande originalité et audace harmonique (qui nous surprennent encore aujourd'hui), etc.
- En Espagne : Cristobal de Morales, (v. 1500-1553), Diego Ortiz (1510-570), Francisco Guerrero (1528-1599), Tomás Luis de Victoria (v. 1548-1611), etc.
- En Angleterre : John Taverner (1490-1545), Christopher Tye (1500-1572/3), Thomas Tallis (1505-1585), William Byrd (1543-1623), John Bull (1562/3-1628), Orlando Gibbons (1583-1625), etc.
- En Allemagne : Heinrich Isaac (1450-1517), Ludwig Senfl (1486-1543), Leonhard Lechner (1553-1606), Hans Leo Hassler (1564-1612), Gregor Aichinger (1564-1628), Michael Praetorius (1571-1621), etc.

### Réforme luthérienne et polyphonie
À la Réforme religieuse luthérienne, qui se manifeste de manière assez forte dans les années 1530 en Allemagne, on voit apparaître un art liturgique d'une toute autre conception, avec la naissance du choral luthérien (le Choralgesang). Ces chorals, nouvelle forme musicale, vont être composés (texte et musique) par Luther lui-même ou par d'autres auteurs, dont Martin Agricola (1486-1556). D'un côté, Luther encourage le chant communautaire. Les fidèles chantent ensemble à l'unisson des mélodies faciles et rapidement connues de tous. Il rassemble une série de mélodies de diverses origines, les structure sous la forme de chorals et les propose comme mélodies qui auront une valeur liturgique (cf. par ex. Ein Kinderlied für Weihnachten, parmi bien d'autres choses). De l'autre côté, il est un admirateur de la musique polyphonique, donc il ne l'exclut pas. Il laisse ouvert la possibilité que les chants communautaires soient soumis à diverses formes d'élaboration polyphonique. Les mélodies pour les chants communautaires simples mais de grande qualité restent au cœur du répertoire (un peu comme le chant grégorien dans le culte catholique), mais c'est un matériau sur lequel les compositeurs peuvent élaborer des versions plus complexes et développées. C'est la base pour un développement plus tardif, qui s'épanouira tout au long des XVIe et XVIIe siècles, puis notamment dans la musique de J.S. Bach (XVIIIe siècle).
Michael Praetorius (1571-1621) a été compositeur pour l'Église luthérienne. Il a également repris beaucoup de mélodies, comme matériau de base pour ses œuvres polyphoniques. C'est le cas notamment pour Vom Himmel hoch, da komm ich her. Ces timbres sont des mélodies préexistantes, sacrées ou profanes. Certaines sont même des mélodies grégoriennes. Dans les décennies suivantes principalement, on trouve aussi un bon nombre de parodies (procédé, bien entendu dénué de toute idée de caricature, qui consiste à prendre une mélodie profane et à la chanter sur un texte de la liturgie). Ainsi, l'échange à double sens entre les univers profane et sacré nourrit l'inspiration musicale (depuis le XVe siècle au moins, d'assez nombreuses chansons de tradition populaire reprennent des motifs grégoriens, en les adaptant).
Ces notions (d'échange à double sens entre musique religieuse et musique profane) sont valables aussi bien chez les luthériens que chez les catholiques, les musiciens luthériens ayant repris les traditions de l'Église catholique et du monde profane.

### Réforme calviniste et polyphonie
En France, Jean Calvin, personnage central de la Réforme religieuse protestante, estime que la musique doit être extrêmement simple. Apparaissent alors les psaumes monodiques. Les 150 psaumes de la bible sont harmonisés par Claude Goudimel (v. 1505-1572). On peut citer aussi ceux que Richard Crassot harmonisa et publia à Lyon en 1565. Pour Calvin, il ne doit pas y avoir d'instrument. S'il y a un orgue on le détruit. Malgré cela, il n'était pas fermé à l'idée de musique polyphonique, mais elle devait se faire toujours sans instrument. La polyphonie savante de Claude Le Jeune (cf. ses Octonaires de la vanité et inconstance du monde) en est un des principaux témoins, même si elle est strictement profane. En effet, il est important de préciser que ces Octonaires ont été composés sur une poésie d'inspiration calviniste, mais sans du tout être liturgique : écrits pour la vie civile et la réflexion, ils n'étaient pas destinés à être chantés au cours d'un office et développent simplement leur philosophie de vie.

### Polyphonie anglaise
En Angleterre, la musique polyphonique demeure au cœur de la liturgie. Thomas Tallis, resté catholique, va développer, pour la liturgie anglicane, le style de l'anthem, motet spécifiquement anglais (et chanté dans cette langue). Orlando Gibbons créera le Full Anthem (en chant polyphonique) et le Verse Anthem (dont les versets font alterner chantre soliste et chœur à plusieurs voix : Gibbons adapte de cette manière la très ancienne pratique des « versets alternés », déjà présente dans la tradition grégorienne monodique).

### Nouvelles directions: développement de la musique à plusieurs chœurs; le madrigal
Plus généralement, depuis le début du XVIe siècle environ, chez Tallis et chez bien d'autres auteurs, l'écriture polyphonique se développe dans des directions nouvelles : la musique devient assez fréquemment polychorale. Dans ce cas, ce n'est plus seulement un chœur, mais plusieurs qui vont faire vivre des polyphonies réparties dans l'espace. Le Spem in alium de Tallis (à 40 voix réelles) est bien connu (8 chœurs à cinq voix). Mais c'est là une exception. On était beaucoup plus fréquemment répartis en deux chœurs à 4 voix, ou selon d'autres formations (qui pouvaient être impaires) : tout cela se développa en particulier à la basilique Saint-Marc de Venise, où les Gabrieli (Andrea et son neveu Giovanni) écriront à 8, ainsi qu'à 16 voix réelles, par exemple. Le fameux motet Osculetur me, à 8 voix (1582), du franco-flamand européen Roland de Lassus, est écrit dans ce style, pour deux chœurs à 4 voix, qui se répondent et/ou se mêlent. Au début de la période, Josquin avait déjà écrit un Qui habitat (Ps. 90), à 24 voix. On doit citer aussi le canon à 36 voix (Deo gratias), de Johannes Ockeghem (une des principales figures de la seconde moitié du XVe siècle). Alessandro Striggio (v. 1535-1592), qui vivait à la même époque qu'Andrea Gabrieli, est l'auteur d'un motet Ecce beatam lucem (« Voici la lumière bienheureuse »), à 40 voix. L’Agnus Dei de sa Messe sur « Ecco sì beato giorno », à 40 voix, fait même intervenir 60 voix...
Vers la fin du XVIe siècle, le madrigal italien contribuera grandement au développement d'une nouvelle technique, qui, petit à petit, deviendra radicalement différente de la polyphonie traditionnelle et finira par créer une nouvelle conception de l'art musical : la monodie accompagnée.

## Polyphonies de l'époque baroque
La polyphonie ne mourut pas pour autant. Témoins, par exemple, l'œuvre de Heinrich Schütz (au XVIIe siècle), presque toute l'œuvre de J. S. Bach ou encore, parmi bien d'autres choses, le Stabat Mater à 10 voix réelles, d'un de ses contemporains, le claveciniste Domenico Scarlatti. Ordinairement connu pour ses sonates de clavecin, il montre ici sa grande habileté dans l'art du contrepoint. Le compositeur napolitain écrivit ce motet pendant sa période romaine (1715-1719), pour la Cappella Giulia (la chapelle papale), si bien que (contrairement à ce qu'on pourrait imaginer) la partition ne doit rien au style polychoral qui s'était spécialement développé à Venise au début du XVIIe siècle : les choristes ne sont pas répartis en chœurs différents (même si les 10 voix ne sont pas constamment employées en une masse indivise).
En France, Marc-Antoine Charpentier est un des représentants les plus importants pour l'usage et le développement de ce style d'écriture musicale. Parmi les principaux auteurs du XVIIe siècle, relevons également les noms d'Henry Du Mont et de beaucoup d'autres (comme Charles d'Helfer par ex.), au cours de ce siècle et à l'époque suivante (André Campra, Henry Desmarest sous Louis XIV et Louis XV, Henry Madin dans la première moitié du XVIIIe siècle, etc.).
En Angleterre, l'écriture linéaire est présente dans certains épisodes de l'opéra de chambre d'Henry Purcell, Didon et Énée (1689). On la rencontre aussi dans sa Music for the Funeral of Queen Mary (1695), là encore, essentiellement dans les chœurs, mais pas uniquement : la « Mort de Didon » est bâtie sur un ground (un ostinato) présentant un chromatisme descendant, à la basse continue, sur lequel se développe la partie de solo, dont la dynamique et le chromatisme différent de la phrase d'introduction instrumentale (c'est la basse de cette phrase introductive qui sera reproduite obstinément jusqu'à la fin de l'air).
L'écriture polyphonique ne se limite donc pas aux œuvres chantées : les 15 Sonates du Rosaire (Rosenkranzsonaten, pour violon et basse continue), composées vers 1678 par l'autrichien Heinrich Biber, en sont un exemple célèbre, parmi beaucoup d'autres.
En Angleterre, l'écriture en contrepoint dans les consorts of viols (ensembles de violes) de la fin du XVIe et du XVIIe siècle est caractéristique de ce type d'ensembles, où l'unité, due à la texture très dense du tissu contrapuntique, ne laisse aucune place à l'individualité : difficile de suivre l'évolution d'une voix ou d'une autre à l'intérieur de la polyphonie.

## DuXVIIIeauXXIesiècle
À l'époque, et jusqu'au XIXe siècle, l'habitude s'est prise de traiter certains chœurs de manière fuguée. C'est particulièrement vrai et développé pour les chœurs de fin (mais bien sûr, pas systématiquement et pas uniquement). On trouve cela, parmi de nombreux autres exemples, dans plusieurs œuvres célèbres de : Vivaldi (en particulier dans le chœur final de son Magnificat, vers 1725), Haendel (Le Messie, 1741, Solomon, 1749, etc.), W. A. Mozart (Requiem, 1791), ou encore dans le Requiem allemand de Johannes Brahms (1868), etc. Le Requiem de Mozart comporte plusieurs fugues. Celui de Brahms en présente deux (dans les numéros 3 et 6). L'écriture polyphonique et contrapuntique (qui ne rompt pas avec l'héritage d'Heinrich Schütz ou de Bach par exemple) est, d'une manière générale, bien présente dans l'œuvre de Brahms, romantique mais aussi digne continuateur des classiques ou de l'école germanique d'inspiration luthérienne.
La musique profane n'est pas en reste. On peut citer, entre autres exemples :
- L'ouverture de La Flûte enchantée, opéra féerique et initiatique maçonnique de Mozart (1791), qui présente un fugato orchestral développé. Ce Singspiel présente d'autres épisodes d'écriture linéaire ;
- Dans son célèbre quintette à cordes en sol mineur (1787, Kœchel 516) sa maîtrise du contrepoint apparaît clairement, en particulier dans les développements ; il en est de même dans son non moins célèbre quatuor à cordes connu sous le nom de « quatuor des dissonances » (Kœchel 465).
- Le Minuetto et le Finale de sa Symphonie « Jupiter » (1788) mettent en œuvre un contrepoint très complexe mais limpide, clairement hérité de J. S. Bach. Ceci est préfiguré sans sa Symphonie no 38 : Prague (1786).
- La Sonate Hammerklavier de Beethoven (son opus 106) se termine par une fugue à 3 voix très complexe pour l'interprète.
- La Grande Fugue en si bémol majeur pour quatuor à cordes, opus 133, de Ludwig van Beethoven, a d'abord été composée comme dernier mouvement de son Quatuor op. 130 (1825). Il l'en détacha en 1827 pour la publier séparément ;
- Ses deux sonates pour violoncelle et piano (n° 4 et 5 : op. 102, n° 1 et 2) présentent chacune un mouvement en style de contrepoint élaboré (la seconde se termine par une fugue). Mais l'écriture polyphonique apparaît aussi bien dans d'autres circonstances, comme le dernier mouvement de sa Cinquième symphonie, par exemple : cela constitue alors un élément de langage, parmi d'autres. Beethoven avait été formé au contrepoint, essentiellement par le maître de chapelle et compositeur Johann Georg Albrechtsberger, à Vienne ;
- En 1846, dans sa Damnation de Faust, Berlioz ironisera sur la notion de fugue, forme musicale née de la polyphonie et du contrepoint vocal (il la reprendra à sa manière dans la scène de la taverne d'Auerbach à Leipzig). Selon Antoine Livio, dans son ouvrage intitulé Maurice Béjart, « la bestialité [des convives] atteint son paroxysme lorsque Brander réclame : "pour l’Amen, une fugue ! une fugue, un choral ! Improvisons un morceau magistral" »[12]. Berlioz, auteur d'un célèbre Requiem (1837) et d'un Te Deum non moins célèbre (1849) ne comprenait plus guère ce langage musical que sous l'angle d'une théâtralité très romantique. Par ailleurs, la politique anticléricale du roi Louis-Philippe (qui régna de 1830 à 1848) est bien connue. Cela ne l'empêcha pas d'utiliser le mode d'écriture polyphonique dans ces œuvres, la fugue en particulier, dans le Sanctus de la messe de Requiem par exemple.

- Chez Richard Wagner, « le style des Maîtres chanteurs de Nuremberg [1868] se caractérise par un contrepoint qui suit les règles de Bach. Wagner qualifia un jour de « Bach appliqué » le prologue, dont les trois thèmes principaux sont réunis, à la fin, par des liens contrapuntiques. C'est la maîtrise de ces éléments de style qui permit à Wagner de reprendre, après douze ans d'interruption, la composition de l’Anneau du Nibelung (le 3e acte de Siegfried et le Crépuscule des dieux [1876]) avec une force d'expression musicale accrue. »[13]

- Gustav Mahler utilise également ce mode d'écriture, par exemple dans sa symphonie nº 2, sous-titrée Résurrection (en allemand : Auferstehung).

- Au début du XXe siècle, Arnold Schoenberg, âgé de 33 ans (1907), utilise une écriture polyphonique savante, en imitations, dans Friede auf Erden (« Paix sur la terre », pour chœur à 8 voix et petit ensemble instrumental facultatif). Il en est de même dans ses Gurre-Lieder, lieder en forme de cantate, d'esprit post-romantique, pour 5 soli, récitant, grand chœur et grand orchestre (1900-1911). L'école sérielle, issue du Schoenberg dodécaphonique, reprendra elle aussi les principes de l'écriture polyphonique et contrapuntique, à partir des années 1920 jusqu'à la remise en cause globale du sérialisme dans les années 1980 environ.

- Georges Enesco, élève d'André Gedalge au conservatoire de Paris (le CNSMDP) a été, comme son professeur, un fervent partisan de l'écriture polyphonique. Il est l'auteur en particulier d'un Octuor à cordes (1900, créé en 1909)[14].

- En 1925, L'Enfant et les Sortilèges, de Maurice Ravel, fantaisie lyrique écrite sur un livret de Colette, comporte, dans la dernière scène, une fugue au cours de laquelle tous les animaux précédemment maltraités par le jeune garçon se rassemblent, surpris par sa mutation finale.

- En 1942 (orchestration en 1946), le musicien d'origine alsacienne Charles Koechlin (lui aussi élève de Gedalge au conservatoire de Paris) composa L'Offrande musicale sur le nom de Bach. Cette œuvre monumentale (dont l'effectif va du piano seul au très grand orchestre) attend toujours d'être donnée en France (elle n'avait été créée qu'en 1973, par l'orchestre de la Radio de Francfort). C'est cependant une des pièces maîtresses de son auteur.

- Dans West Side Story, drame lyrique (comédie musicale) de Leonard Bernstein (1957, 1961), le n° 13 de l'acte 1, Cool, est une fugue.

- Le musicien hongrois György Ligeti (1923-2006), une des principales figures de la seconde moitié du XXe siècle, actualise à sa manière l'écriture polyphonique évoluant sur un mode linéaire. En 2017 le Centre international de création musicale écrit : « En 1961, la pièce pour grand orchestre Atmosphères poursuit la voie inaugurée dans Glissandi en introduisant la technique de « micro-tonalité », où [la micropolyphonie résultant d']un contrepoint extrêmement serré avec de petits intervalles et un grand nombre de voix n’est plus perçu[e] en tant que tel[le], dans son détail, mais en tant que masse sonore mouvante. Lontano (1967) pour orchestre et Lux Æterna (1966) pour chœur explorent des voies similaires. Ligeti, par cette esthétique de l’ambivalence harmonie-timbre, influera beaucoup sur la génération des compositeurs de l’école spectrale. / Ligeti affina cette technique - où la répétition d’un même son dans plusieurs voix à des vitesses presque identiques crée des déphasages évoluant lentement dans le temps - dans diverses œuvres, notamment dans les scherzos du Deuxième quatuor à cordes (1968) et du Concerto de chambre (1970), ainsi que dans les Trois pièces pour deux pianos (1976). En plus de cette technique purement rythmique, Ramifications (1969) pour double orchestre à cordes brouille les lignes en accordant un des deux orchestres à un diapason légèrement différent de celui de l’autre. »[15].

- Des pièces comme Atmosphères, Lontano et Lux Æterna ont été reprises au cinéma par le réalisateur Stanley Kubrick (2001, l'Odyssée de l'espace) et Shining (Lontano seulement).

- Le compositeur estonien Arvo Pärt mêle écritures linéaire et verticale, par exemple dans son Salve Regina de 2002, pour chœur à 4 voix et orgue.

## Liturgie catholique auXXesiècle
Dans l'Église catholique, l'usage de la polyphonie était considéré au deuxième rang après le chant grégorien, par le motu proprio Inter pastoralis officii sollicitudines du pape Pie X en 1903. Puis, en 1928, l'exécution de la polyphonie, surtout celle de Giovanni Pierluigi da Palestrina, était fortement recommandée dans la constitution apostolique Divini cultus sanctitatem, et par le pape Pie XI. Même si le concile Vatican II garde cette recommandation, la pratique subit un gros déclin à la suite de sa réforme liturgique, avec les chants sacrés vraiment simples.

## Écriture polyphonique dans la musique de Benjamin Britten (1913-1976)
Le plus connu des compositeurs anglais du XXe siècle, Benjamin Britten, utilisa l'écriture polyphonique dans ses œuvres. Certaines devinrent très célèbres, comme la Simple Symphony (terminée en 1934), A Ceremony of Carols (1942) et sa Young Person's Guide to the Orchestra (« Présentation de l'orchestre à une jeune personne »). Cette dernière œuvre prend la forme d'une série de variations pour orchestre sous-titrées Variations et Fugue sur un thème de Purcell (1946). Les Variations sur un thème de Frank Bridge (1937) comportent également une fugue, enchaînée avec le Finale.

## Polyphonies dans la musique d'orgue, religieuse ou profane, auxXXeetXXIesiècles
Au cours du premier tiers du XXe siècle, Charles Tournemire par exemple, porté par le mouvement de renouveau du chant grégorien à l'intérieur de l'Église catholique, faisait entendre des mélodies grégoriennes utilisées en cantus firmus, dans certaines de ses pièces d'orgue (cf. dans L'Orgue mystique de 1927-1932 : le Cycle de Noël, op. 55 — le Cycle de Pâques, op. 56 — le Cycle Après La Pentecôte, op. 57). Jusqu'à nos jours, bien d'autres auteurs ont repris les principes de l'écriture contrapuntique.
À la fin du XXe siècle, Jean-Louis Florentz pratiquera le même type d'écriture, en utilisant cette fois des mélodies d'origine non-européenne, comme sa « Harpe de Marie », n° 3 de ses Laudes pour orgue (1983-1985). On y entend des thèmes liturgiques en usage dans le christianisme éthiopien, ou encore (dans le n° 4 de ces Laudes : « Chant des fleurs »), d'autres thèmes venus cette fois du Burundi. Dans certaines de ces pièces, il arrive à Florentz d'associer cela à sa perception personnelle des sons et des harmoniques entendus dans le ronflement d'un moteur d'avion de ligne. En cela il est influencé par l'ingénieur et compositeur Pierre Schaeffer.
Comme bien d'autres encore, le compositeur espagnol Hèctor Parra utilise l'écriture en style de contrepoint dans ses trois pièces pour orgue d'inspiration profane intitulées Tres Miradas (2016. Commande de Radio France, création le 8 mars 2017).

## Polyphonies traditionnelles européennes
- Musique sarde

### France
- Musique corse
- Polyphonie dans les Pyrénées gasconnes

### Albanie
- Iso-polyphonie albanaise
- Deropolítissa

### Géorgie
- Polyphonie géorgienne[19]

## Polyphonies extra-européennes
- Polyphonie des Pygmées

Les Pygmées du Cameroun ou d'autres pays d'Afrique équatoriale ont, de manière immémoriale, développé une polyphonie qui n'a bien entendu rien à voir avec la polyphonie occidentale. Voir par exemple le chant polyphonique des pygmées Aka.

## Multiphonie et synthétiseurs
L'anglicisme « polyphonie » (polyphony) est employé abusivement dans le cadre de la synthèse sonore, car la signification du mot se limite en réalité à la simple capacité de générer plusieurs notes à la fois. Elle se rapporte au fait que certains synthétiseurs sont, comme une flûte, incapables de produire plus d’une seule note à la fois. En effet, si tout piano peut être dit « polyphonique » par le simple fait que le pianiste peut produire plusieurs notes en même temps (des accords), ce n’est pas forcément le cas des synthétiseurs qui sont donc classés comme monophoniques ou polyphoniques.
Il serait plus juste d'employer un mot tel que multiphonie.

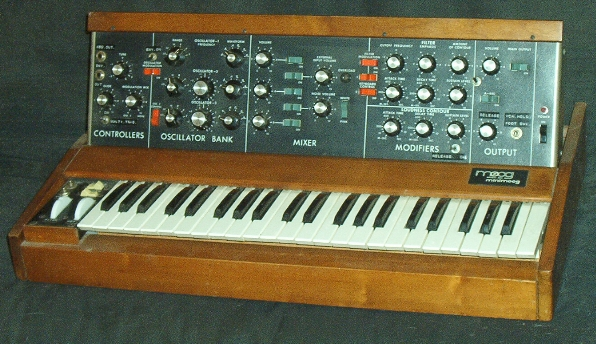
Le Minimoog, synthétiseur analogique monophonique.

- Exemple de circuits intégrés polyphoniques :
  - YM262 (OPL3) : 6 opérateurs FM d’une polyphonie de 4 notes chacun
  - YM2610 : 4 opérateurs FM (partie FM) d'une polyphonie de 4 notes
  - YM2612 : 6 opérateurs FM d’une polyphonie de 4 notes chacun
  - 2a03 (NES) : 3 opérateurs PSG, d’une polyphonie de 3 notes chacun
  - EMU8000 : 16 opérateurs PCM d’une polyphonie de 32 notes chacun
  - S-SMP (SNES) : 8 opérateurs PCM d’une polyphonie de 8 notes chacun
  - YM2413 : 9 opérateurs FM d'une polyphonie de 2 notes
- Exemple de puces non polyphoniques :
  - SN76489 : 3 opérateurs PSG
  - YM2610 : 3 opérateurs PSG (partie PSG)
  - TIA : 2 générateurs de tonalité
  - PAULA : 4 opérateurs PCM
  - POKEY : 4 opérateurs PSG
  - AY-3-8912 : 3 opérateurs de tonalité
  - YM2149 : 3 opérateur PSG

## Discographie succincte

### Pour lesconduitset lesorgana
- Le chant des Cathédrales, École de Notre-Dame de Paris 1153-1245, Monodies et polyphonies vocales, Ensemble Gilles Binchois, dir. Dominique Vellard (1986, Harmonic Records H/CD 8611)
- Vox Sonora, Conduits de l'École de Notre-Dame - Ensemble Diabolus on Musica, dir. Antoine Guerber (1997, Studio SM 2673)
- Paris expers Paris, École de Notre-Dame, 1170-1240, Conductus & Organum - Diabolus in Musica, dir. Antoine Guerber (2006, Alpha 102)

### Polyphonies de la Renaissance
- John Taverner, Missa O Michael, Leroy Kyrie, Dum transisset Sabbatum - Ensemble The Sixteen, dir. Harry Christophers (6-7 septembre 1988, Hyperion H55054) (OCLC 984772253)
- Utopia Triumphans - La grande polyphonie de la Renaissance - Huelgas Ensemble, dir. Paul Van Nevel (9-10 septembre 1994, Sony Classical SK 66261) (OCLC 717593039 et 526653554)
Œuvres de Thomas Tallis, Costanzo Porta, Josquin des Prés, Johannes Ockeghem, Pierre de Manchicourt, Giovanni Gabrieli, Alessandro Striggio.
- Maestros del Siglo de Oro - La Capella Reial de Catalunya, Hespérion XX, Jordi Savall (1991-92/2009, 3 SACD AliaVox Heritage AVSA 9867) (OCLC 1035332239)
Œuvres de Cristobal de Morales, Francisco Guerrero, Tomás Luis de Victoria
- Palestrina, Missa Viri Galilæi - La Chapelle royale, Ensemble Organum, dir. Philippe Herreweghe (1992-2002, Harmonia Mundi HMA 1951388) (OCLC 716573545)
- Jacobus de Kerle, Da pacem Domine ; Messes & Motets - Huelgas Ensemble, dir. Paul Van Nevel (juillet 2004, Harmonia Mundi HMC 901866) (OCLC 984784412)
- Carlo Gesualdo, Responsoria 1611 - Collegium Vocale Gent, dir. Philippe Herreweghe (juin 2012, 2 CD Outhere Music/Phi LPH 010) (OCLC 893821367)
Responsoria et alia ad Officium Hebdomadæ Sanctæ spectantia ; Tenebræ Responsories : « Répons et autres, en vue de l'Office de la Semaine sainte / Répons de Ténèbres »
- Music for Compline - Ensemble Stile antico  (avril 2006, Harmonia Mundi HMU 907419) (OCLC 905255533)
. Motets pour la prière des complies, chantée après la fin du jour. Œuvres de John Sheppard, Thomas Tallis, William Byrd, Robert White (vers 1538-1574), Hugh Aston et plain-chant